# Dominikia parallela
Dominikia parallela är en skalbaggsart som först beskrevs av Pierre Lesne 1895.  Dominikia parallela ingår i släktet Dominikia och familjen kapuschongbaggar. Inga underarter finns listade i Catalogue of Life.

## Bildgalleri

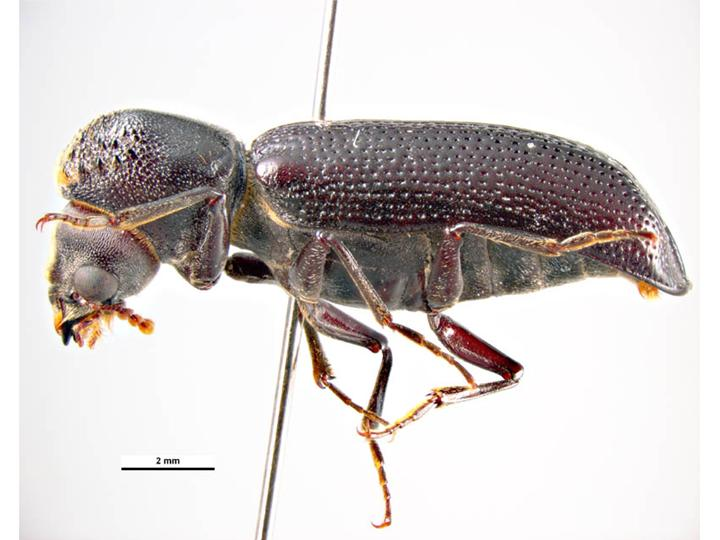